# Планиграфия
Планиграфия (от лат. planum — плоскость и др.-греч. γράφω — пишу, черчу, рисую) — способ описания и представления результатов измерений в трехмерном пространстве как относящихся к определённому моменту или периоду времени. Иногда термин планиграфия используется в более узком смысле, когда имеется в виду двумерный план или проекция объекта. Планиграфия — многозначный термин, используется в различных областях знания.

## Планиграфия в археологии
Планиграфия в археологии — способ документирования археологического раскопа, когда найденные объекты представлены, как относящиеся к определённому горизонтальному электрометрическому срезу. Этот горизонтальный срез дополнительно может быть датирован, например с использованием радиоуглеродного датирования.
Планиграфия требует значительно большего объёма исходных данных, чем стратиграфия объекта раскопок. При стратиграфии достаточно небольшого числа (часто всего одного) вертикального электрометрического среза археологического объекта с фиксированным вертикальным шагом сбора данных по глубине.
Совокупность большого числа стратиграфических данных обычно служит исходным материалом для создания планиграфии объекта раскопок.

## Планиграфия в структурной биологии
Планиграфия в структурной биологии — использование методов ядерной физики и ядерной химии при исследованиях в области молекулярной биологии. Состоит в изучении поверхности и пространственной структуры объекта исследования. Если для датирования используется изотоп трития, то говорят о тритиевой планиграфии.

## Рентгеновская планиграфия
Рентгеновская планиграфия в медицине — рентгеновский снимок всего тела (или значительной части) с использованием специальной аппаратуры. Как диагностический метод конкурирует по эффективности с компьютерной томографией.